# Титловање
Титловање је поступак локализације страног филмског или видео материјала. У зависности од носача на коме се материјал налази, може бити филмско или телевизијско односно електронско. Филмско титловање се може вршити само на целулоидној траци, док је електронско могуће на свим магнетним или оптичким носачима, било аналогним или дигиталним.

## Титловање или синхронизација?
Титловање поред својих очигледних недостатака (прекривање доброг дела екрана, губици приликом сажимања текста у преводу, додатно напрезање гледалаца приликом праћења програма) има две значајне предности над тонском синхронизацијом као алтернативним видом обраде филмског материјала или телевизијских програма. Технолошки је знатно брже, а економски неупоредиво исплативије. Због тога је титловање доминантни начин обраде програма у следећим земљама:
Албанија, арапске земље, Аргентина, Аустралија, Белгија (Титлови на холандском у Фландрији, француска синхронизација у Валонији, двојезични [холандско-француски] титлови у фламанским биоскопима), Боливија, Босна и Херцеговина, Бразил (само кабловска/сателитска телевизија), Бугарска, Јужна Африка (програми на африкансу, сесоту, коза и језику зулуа се титлују на енглески), Јужна Кореја, Колумбија (само кабловска/сателитска телевизија), Куба, Коста Рика (кабловска/сателитска телевизија и неки национални канали, као Канал 7), Хрватска, Кипар, Данска, Естонија, Финска, Грчка, Хонгконг, Исланд, Индонезија, Израел, Ирска, Јапан (само акциони програми уживо), Македонија, Малезија, Холандија (Програми за одрасле се титлују, дечји се синхронизују), Норвешка, Перу (језици Ајмара и Кечуа), Португал, Румунија, Сингапур, Словенија, Србија, Шведска, Тајван, Украјина, Уједињено Краљевство, Уругвај (само кабловска/сателитска телевизија), Венецуела (само кабловска/сателитска телевизија).

## Нека од правила титловања
Према правилима устаљеним у Србији у протеклих шездесетак година, титл се састоји од једног или два реда текста, а никако од три или четири, као што је често случај код DVD издања. Титлови се налазе искључиво у доњој зони екрана. Формира их преводилац приликом превођења материјала, трудећи се да што више скрати текст како би био што лакши за праћење, а да се при томе што мање изгуби од његовог смисла. Титлови се на екрану морају задржати довољно дуго да могу да их прате и гледаоци који спорије читају, као што су деца и старије особе. Идеално је да се титл заврши у кадру у коме је започет. Слова морају бити светле боје - обично беле или светложуте, довољно велика да се могу пратити без напора. Идеалан је титл онај који не упада у очи гледаоцу, не одвраћајући му пажњу од материјала који прати.

## Историјат титловања
Почетак титловања се може повезати са самим почецима тонског филма. На тлу Србије, односно бивше Југославије, ова техника обраде страног филмског материјала се примењује још од пре Другог светског рата. Првобитно, на основу преведеног текста издељеног у једноредне или дворедне титлове, израђивани су цинкани клишеи који су отискивани посебном машином на целулоидну филмску копију. За сваки титл је потребно направити одговарајући клише - што значи колико титлова толико клишеа. Слова цинканих клишеа оштећују емулзију на филмској траци, стварајући отисак, као приликом типо-штампе. На местима са којих је скинута емулзија, целулоидна трака остаје потпуно прозирна, омогућавајући светлости неометен пролазак, па су тако слова титла на филмском платну беле боје. Недостатак ове технологије је да су слова нечитка на светлим позадинама, и да често имају искрзане ивице.

## Телевизијско - електронско титловање
У раним данима телевизије су за потребе телевизијског емитовања телекиниране титловане филмске копије, али је са развојем електронике и појавом магнетних носача слике, такозваних „магнетоскопа“ (формат "", формат "") и касетних уређаја (U-Matic), почетком седамдесетих година прошлог века почело и електронско титловање уз помоћ генератора титлова - такозваних титл машина, а крајем осамдесетих и помоћу персоналних рачунара и посебних уређаја који су стању да изврше синхронизацију два различита видео-сигнала, „џенлока“ енгл. genlock.
Упрошћено гледано, поступак је следећи: сигнал са изворним материјалом се у реалном времену пропушта кроз уређај (генератор титлова или рачунар) који му додељује титлове. Добијена титлована слика се снима на нову траку у видео уређају који је повезан на излаз из рачунара или генератора титлова. Овако добијени материјал представља титловани мастер. Уколико нема прекида и интервенција у току рада, сам процес титловања траје колико и изворни материјал.

## Пиратско титловање
Средином осамдесетих година прошлог века, са ширењем видео уређаја система VHS, као и са развојем микроелектронике и персоналних рачунара, у бившој Југославији је дошло до нагле експанзије пиратског тржишта видео-касета, пре свега путем видео-клубова. Компанија Филипс хол. Philips је заједно са више јапанских и корејских компанија развила систем персоналних рачунара по имену MSX. Један од њих, производ компаније „Пајонир“ енгл. Pioneer или „Пионир“ како је уобичајено код нас, модел PX7 Palcom био је опремљен џенлоком енгл. genlock који је био довољног квалитета да омогући пристојно јасан и стабилан титл уз релативно мале губитке на квалитету видео-сигнала. Како је био релативно приступачне цене (око 2.000 тадашњих немачких марака), убрзо је ушао у широку примену као генератор титлова у пиратским студијима, а потом и у студијима појединих легалних видео дистрибутера, где је у почетним фазама њиховог рада послужио као јефтина алтернатива скупим професионалним уређајима за титловање. Титл је био најчешће беле, жуте или небо-плаве боје са црном подлогом.
Почетком деведесетих је било покушаја да се замени много напреднијом Амигом енгл. Amiga, али је убрзо уследила стагнација пословања видео-клубова, која је довела до њихове потпуне пропасти крајем деведесетих. У међувремену је и Амига постала ствар прошлости, па се титловање у ретким преосталим студијима вршило помоћу PC рачунара са специјализованим картицама или екстерним џенлоцима. У другој половини деведесетих је дошло до експанзије филмова на компакт-дисковима у формату DivX, а касније и DVD, што је довело до пропасти организоване пиратске дистрибуције и коначног краја пиратског титловања на простору Србије.

## Савремено филмско титловање
Данас се титловање на филмској траци врши ласерским уређајима. Овако добијени титлови су много оштрији и читљиви су и на светлим позадинама. Иако је уређај за титловање веома скуп, сам процес је значајно јефтинији и не захтева израду цинканих клишеа. Реално је очекивати да ће и ова технологија у скоријој будућности бити напуштена са даљим развојем и широм применом дигиталних филмских пројектора.

## Савремено телевизијско титловање
Данас се за потребе емитовања земаљских телевизија углавном користи софтверско титловање, код кога се одговарајућим програмом у рачунару у датотеку формата MPEG или AVI наснимавају титлови. Поступак се назива хардкодирање енгл. hardcoding. Овако добијени MPEG или AVI се може емитовати са сервера или снимити на неки носач ради даљег чувања. Једном снимљени титлови се не могу више прерађивати ни уклонити са титлованог материјала, баш као код аналогног титловања на магнетном носачу.
Пре преласка на дигитално емитовање, Би-Би-Си енгл. BBC је емитовао титлове путем аналогног телетекста система Сифакс (енгл. Ceefax), што је омогућавало корисницима са различитих говорних подручја да активирањем одговарајуће странице телетекста прате програм на свом језику. Са преласком на дигитално емитовање, ова могућност је укинута и титлови се сада могу пратити активирањем у менију дигиталног пријемника тамо где постоји могућност избора. Дигиталне платформе емитовања DVB-T DVB-C и DVB-S подржавају емитовање превода у битмапама или у виду текста из кога пријемник генерише и приказује титлове.
Платформе за стримовање мултимедијалних садржаја преко преко интернета као Нетфликс (енгл. Netflix), Кјуриозити Стрим (енгл. CuriosityStream) или Пикбокс (хрв. Pickbox) на сличан начин омогућавају избор језика титлова.

## Титлови на кућним оптичким носачима
Титлови у систему DivX-а се налазе у текстуалној датотеци са временском базом коју уређај чита, генерише екранске титлове и приказује их у одређеној секвенци. Постоји могућност избора једног од више језика и писама или искључења титлова. Овако генерисани титлови су веома читки и у резолуцији самог видео материјала који се приказује.
Слично овоме и DVD омогућава избор језика титлова или приказ без титла. Титлови се на DVD-у налазе у посебним битмапираним страницама (енгл. subpictures), при чему сваки титл чини засебну страницу. Битмапе са титловима су у веома ниској, осмобитној, резолуцији, што је било сасвим довољно за телевизоре ниске дефиниције са катодним цевима, али при приказу на рачунарским мониторима и HD телевизорима слова делују искрзано. Технологија DVD-а омогућава смештај до тридесет два различита језика титлова. Поред титлова на разним језицима, на DVD-у се могу наћи и титлови за особе оштећеног слуха са описима звучних ефеката.
Код Blu-ray-а титлови су на носач смештени у битмапама на сличан начин као и код DVD-а, али су због много више резолуције слова на екрану далеко оштрија и не делују искрзано као код DVD-а.